# Kūyakh-e Bālā
Kūyakh-e Bālā (persiska: کویخ بالا) är en ort i Iran.   Den ligger i provinsen Gilan, i den nordvästra delen av landet, 240 km nordväst om huvudstaden Teheran. Antalet invånare är 192.
Terrängen runt Kūyakh-e Bālā är platt. Runt Kūyakh-e Bālā är det tätbefolkat, med 659 invånare per kvadratkilometer. Närmaste större samhälle är Rasht, 5,0 km söder om Kūyakh-e Bālā. Runt Kūyakh-e Bālā är det i huvudsak tätbebyggt.